# Croix du mérite militaire (Ukraine)
Pour les articles homonymes, voir Croix du Mérite militaire.
La croix du mérite militaire (ukrainien : Хрест бойових заслуг) est une distinction qui peut être décerné par le gouvernement ukrainien. 
Cette décoration a été créée en 2022 par le président, le premier qui fut décoré est le général Valeri Zaloujny. 
Ce titre peut être décerné pour bravoure et courage personnels exceptionnels ou un acte héroïque.

## Historique
La croix reprend la symbolique de celle du mérite de combat de l'armée insurrectionnelle ukrainienne.

### Promotion du 6 mai 2022
- général Valeri Zaloujny.
- Vladyslav Ihorovych Kalievsky.
- Daria Andriivna Mazurenko.
- Ievhen Moïssiouk.
- Oleksandr Petrovych Okhrimenko.

### Promotion du 9 mars 2023
- Dmytro Kotsioubaïlo.